# Anglo-français de petite vénerie
Anglo-français de petite vénerie är en hundras från Frankrike. Den är en braquehund och drivande hund som jagar i koppel (pack). Rasen är en korsning mellan poitevin och beagle. Den används till drevjakt på hare och kanin. Anglo-français de petite vénerie erkändes av den franska kennelklubben Société centrale canine (SCC) 1978.